# حسن حمزة
حسن حمزة (مواليد 10 نوفمبر 1994، لاعب كرة قدم إماراتي يجيد اللعب حارس مرمى مع نادي شباب الأهلي في دوري الخليج العربي الإماراتي .

## نادي شباب الأهلي دبي
كان يلعب مع النادي الأهلي وبعد دمج أندية الأهلي و نادي الشباب ونادي دبي تحت مسمى نادي شباب الأهلي تم ضمه إلى نادي شباب الأهلي .

## روابط خارجية
- حسن حمزة على موقع قاعدة بيانات كرة القدم.إي يو (الإنجليزية)
- حسن حمزة على موقع Soccerway.com (الإنجليزية)